# Stella Jones

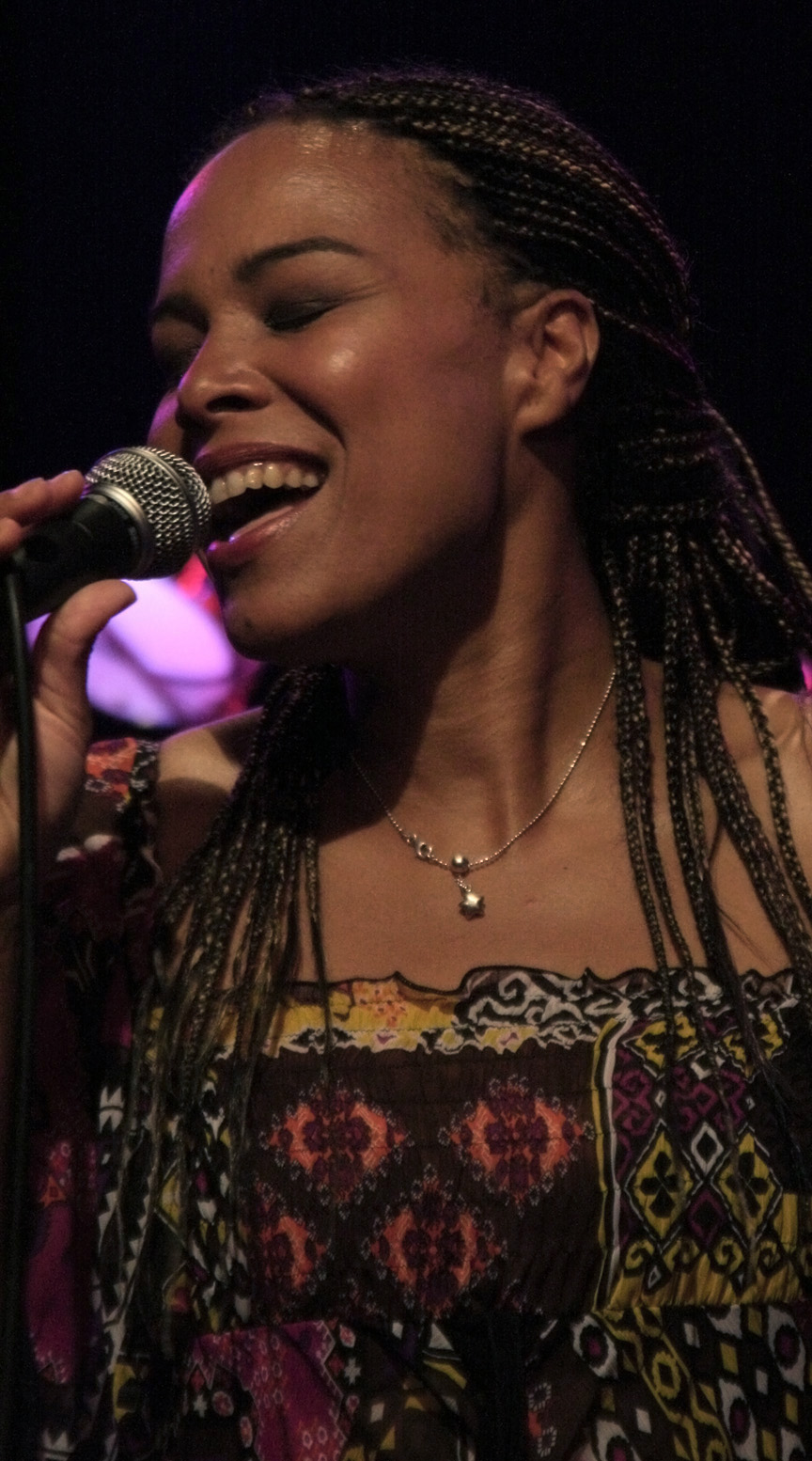
Stella Jones (Wien 2008)

Stella Jones (* 1971 in Berlin als Stellisa Zacher) ist eine Soul- und Jazz-Sängerin, Pianistin, Arrangeurin und Komponistin.

## Leben und Karriere
Im damaligen West-Berlin als Tochter der Blues-Sängerin und Fluxus-Künstlerin Christine Jones und des Bebop-Trompeters Carmell Jones geboren, wuchs sie in einem Umfeld auf, zu dem zahlreiche internationale Künstler gehörten. Mit fünf Jahren begann sie selbst Klavier zu spielen.
1977 kam sie nach Wien, wo sie an der Seite ihrer Mutter bei Auftritten in Jazz-Clubs ihre musikalische Laufbahn begann und bis heute lebt. Nach ersten Erfahrungen in Bühnenproduktionen wie der Rocky Horror Show folgten Rollen in Musicals wie Mozartmania, Rent, Ain’t Misbehavin’ und Little Shop of Horrors. Mit der Band Powerpack und dem Titel Birthday Song hatte Jones 1992 ihren ersten Nummer-Eins-Song in der österreichischen Hitparade.
1995 vertrat sie Österreich mit Die Welt dreht sich verkehrt (Komposition: Mischa Krausz) beim Eurovision Song Contest in Dublin, wo sie den 13. Platz erreichte. Im selben Jahr veröffentlichte sie ihr erstes Album unter eigenem Namen (Thunder). Es folgten Engagements unter anderem bei Taylor Dayne, Gloria Gaynor, Omara Portuondo, Chaka Khan und Nina Hagen sowie bei österreichischen Formationen (Count Basic, Monti Beton, Alkbottle, Bingoboys, Hot Pants Road Club, Vienna Symphonic Orchestra Project u. a.) und Musikern (Hans Salomon, Wolfgang Ambros, Rainhard Fendrich, Boris Bukowski u. a.).

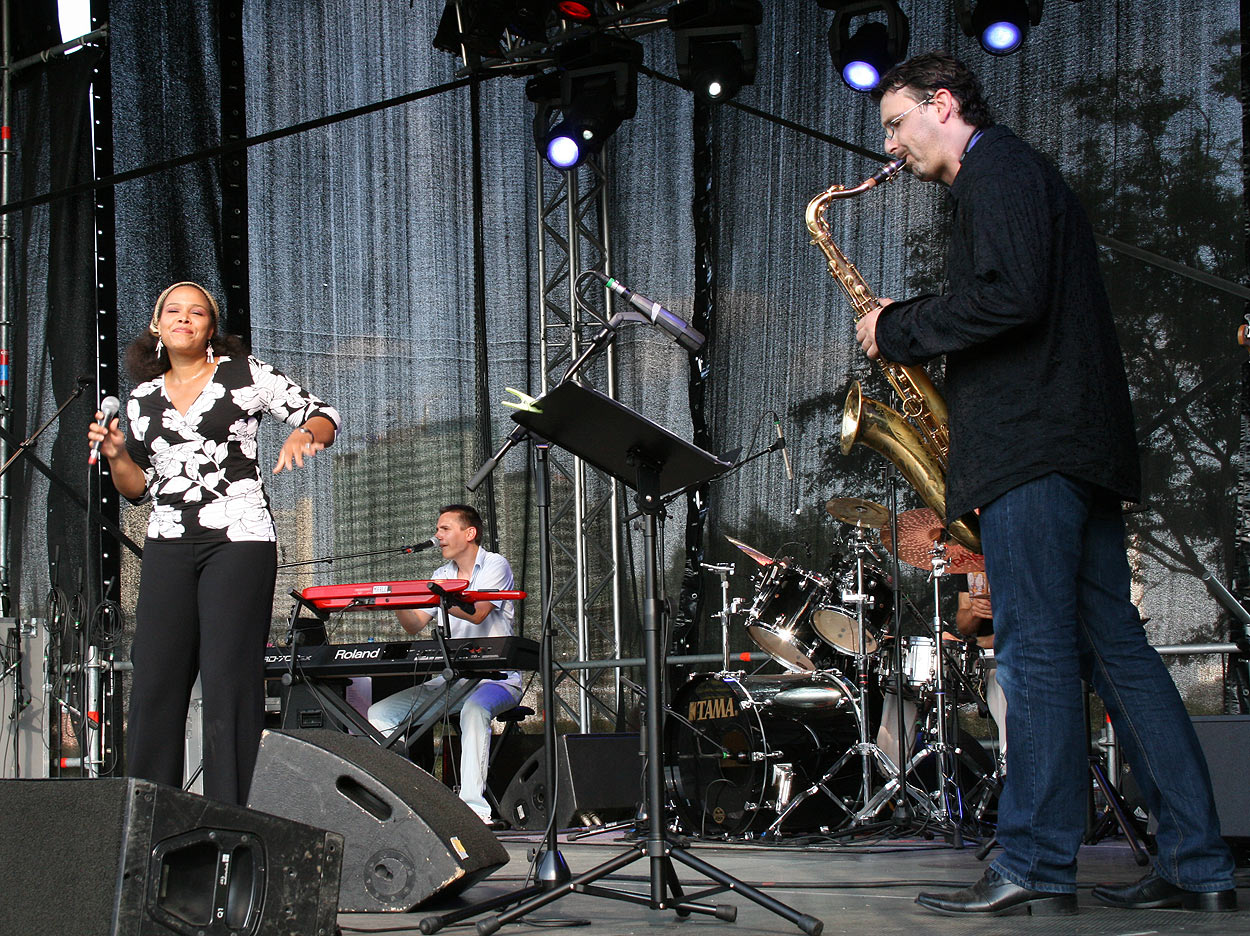
Stella Jones & Soul Project (Donauinselfest 2007)

2008 erschien ihr Album The Pursuit of Silence mit 15 Eigenkompositionen, für das sie auch selbst als Produzentin verantwortlich zeichnet. An der Einspielung der Titel waren unter anderem Willi Langer am Bass und Thomas Lang am Schlagzeug beteiligt. Stella Jones war neben Michael Dörfler, Dietmar Lienbacher, Diana Lueger und Alexander Kahr in der Österreichischen Jury zum Eurovision Song Contest 2014.

## Diskografie
Mitwirkung (Auswahl)
- Mozartmania: Mitten ins Herz (1990)
- Alkbottle: Wir san auf kana Kinderjausn (1995)
- Andy Lee Lang: The 10th Anniversary live (1996)
- Drums on Earth: Freedom (1999)
- Christine Jones: Tarmin Bacon (2000)
- Hans Salomon: Midnight Lady (2001)
- Rainhard Fendrich: Ein Saitensprung (2004)
- Rainhard Fendrich: Auf Leben (2004)

Unter eigenem Namen
- Thunder (1995)
- The Pursuit of Silence (2008)
- M.A.Y.A. – Mystic Ancient Yearning Astronaut (2012)